# Mezinárodní účetní standardy
Mezinárodní účetní standardy (IAS), anglicky International Accounting Standards, jsou standardy vydávané v letech 1973 až 2001 Výborem pro mezinárodní účetní standardy (IASC), anglicky International Accounting Standards Committee.
V dubnu 2001 byl tento výbor nahrazen Radou pro mezinárodní účetní standardy (IASB), která pokračuje ve vydávání nových standardů pod názvem Mezinárodní standardy účetního výkaznictví (IFRS). Tyto standardy postupně nahrazují dřívější standardy IAS. V současné době (listopad 2018) je v platnosti 16 standardů IFRS a 27 standardů IAS.

## Historie
Snahy o mezinárodní harmonizaci účetnictví se začaly objevovat již v 70. letech. Hlavní příčinou byl zásadní rozdíl v legislativách jednotlivých národů, který způsoboval problémy při srovnávání a hodnocení společností z různých států.
Tyto tendence se projevovaly jak v rámci Spojených států amerických, tak v rámci Evropy. V USA se postupně vyvinul systém US GAAP (United States Generally Accepted Accounting Principles) zatímco v Evropě vznikl obdobný systém IAS (Internation Accounting Standars), v dnešní době nahrazené IFRS (International Financial Reporting Standards). Mezi jednotlivými úpravami jsou drobné odlišnosti, avšak obecně lze říct, že jsou oba systémy založeny na podobných principech a metodologii.

## Koncepční rámec
Koncepční rámec se týká:
- Cíle účetní závěrky,
- Kvalitativních charakteristik, poukazujících na přínos účetní závěrky,
- Obsahu, způsobu rozeznání a oceňování základních položek, které tvoří obsah účetní závěrky,
- Pojetí kapitálu a uchování kapitálu

Cílem účetní závěrky je podat informace o finanční pozici, výkonnosti a o změnách finanční pozici, které jsou užitečné pro široký okruh uživatelů provádějících ekonomická rozhodnutí.
Za hlavní uživatele jsou považováni investoři, zaměstnanci, poskytovatelé výpůjčního kapitálu, dodavatelé a jiní obchodní věřitelé, zákazníci, vlády a jejich orgány a veřejnost.
Základní principy pro zpracování účetní závěrky dle koncepčního rámce jsou:
- Akruální báze,
- Předpoklad trvání podniku,
- Srozumitelnost,
- Relevance,
- Významnost,
- Spolehlivost,
- Důvěryhodné zobrazení,
- Přednost obsahu před formou,
- Objektivita,
- Opatrnost,
- Úplnost,
- Srovnatelnost,
- Včasnost,
- Rovnováha mezi přínosy z informace a náklady na jejich získání,
- Rovnováha mezi kvalitativními charakteristikami,
- Pravdivý a věrný obraz.[2]

## Platné IAS

### IAS 1 – Sestavování a zveřejňování účetní závěrky
Standard vymezuje základní náležitosti účetní závěrky, aby bylo dosaženo její srovnatelnosti s účetními výkazy z předchozích období a výkazy jiných podniků.

### IAS 2 – Zásoby
Standard definuje zásoby jako aktiva držená za účelem prodeje v rámci běžného obchodního styku, aktiva ve výrobním procesu pro takový prodej nebo aktiva ve formě materiálu nebo dodávek ke spotřebě ve výrobním procesu nebo poskytování služeb.

### IAS 7 – Výkaz o peněžních tocích
Standard definuje způsob vyhotovení výkazu o peněžních tocích, který tvoří nedílnou součást účetní závěrky.

### IAS 8 – Účetní pravidla, změny v účetních odhadech, řešení chyb
Standard stanovuje kritéria pro výběr a uplatnění účetních politik, účtování změn v těchto politikách, změn účetních odhadů a oprav chyb v účetním období.

### IAS 10 – Události po rozvahovém dni
Účelem standardu je informovat o situacích vzniklých po rozvahovém dni.

### IAS 11 – Stavební smlouvy
Standard určuje správné zobrazení nákladů a výnosů plynoucích ze stavebních smluv.

### IAS 12 – Daně ze zisku
Standard pracuje s pojmy splatná a odložená daň.

### IAS 16 – Pozemky, budovy, zařízení,
Standard se zabývá problematikou pozemků, budov a zařízení. Řeší jak jejich oceňování v rozvaze, tak opravy a technické zhodnocení, odpisování, vyřazení a jejich uznatelnost jako položky aktiva v rozvaze.

### IAS 19 – Zaměstnanecké požitky
Jedná se o rozsáhlejší standard, který vymezuje vykazování a zveřejňování zaměstnaneckých požitků v rámci účetní závěrky. Zaměstnaneckými požitky se rozumí všechny formy úplat poskytovaných jednotkou výměnou za služby zaměstnancům.

### IAS 20 – Vykazování státních dotací a zveřejnění státní podpory
Účelem standardu je poskytnout návod na účtování a zveřejňování různých forem státní pomoci společnostem.

### IAS 21 – Dopady změn směnných kurzů cizích měn
Standard vysvětluje používání směnných kurzů a jejich vykazování v účetní závěrce při transakcích uskutečněných v zahraničních měnách.

### IAS 23 – Výpůjční náklady
Standard určuje vykazování výpůjčních nákladů, které jsou zejména úroky z bankovních úvěrů, krátkodobých a dlouhodobých půjček vypočítané využitím metody efektivní úrokové míry, která je stanovena standardem IFRS 9 – Finanční nástroje; finanční náklady související s leasingem (účtované v souladu se standardem IRFS 16 – Leasingy); kurzové rozdíly plynoucích z půjček v cizí měně v rozsahu, v jakém se vztahují k úpravě úrokových nákladů.

### IAS 24 – Zveřejnění spřízněných stran
Standard reaguje na to, že vztahy se spřízněnými osobami nejsou založeny na tržní bázi, tudíž je podstatné jejich zveřejnění v účetní závěrce. Tento standard se dotýká nejen konsolidovaných ale i individuálních účetních závěrek.

### IAS 26 – Penzijní plány
Standard definuje tyto 2 druhy penzijních plánů:
- Plán definovaných příspěvků
- Plán definovaných požitků

### IAS 27 – Nekonsolidovaná účetní závěrka
Tento standard se vztahuje na společnosti, které nejsou povinny zpracovat a zveřejnit konsolidovanou účetní závěrku.

### IAS 28 – Investice do přidružených a společných podniků
Standard musí být aplikován na investice do společností pod společnou kontrolou nebo s významným vlivem.

### IAS 29 – Vykazování v hyperinflačních ekonomikách
V tomto standardu jsou popsány principy, které mají dodržovat společnosti operující v hyperinflačních prostředích.

### IAS 32 – Finanční nástroje: Prezentace (vykazování)
Standard ukládá pravidla pro vykazování finančních nástrojů v účetní závěrce, což jsou finanční závazky, vlastní kapitál a finanční aktiva.

### IAS 33 – Zisk na akcii
Standard určuje vykázání ukazatele zisku na akcii přímo ve výkazu zisků a ztráty, který se vypočítá jako poměr čistého zisku nebo ztráty k váženému průměru počtu kmenových akcií v oběhu. U složité kapitálové struktury musí společnost zveřejnit i zředěný zisk na akcii.
Aplikace IAS 33 se vyžaduje pouze v případě podniků, které mají obchodovatelné kmenové nebo potenciální kmenové akcie, nebo jsou v procesu emise kmenových akcií nebo potenciálních kmenových akcií na veřejných trzích cenných papírů.

### IAS 34 – Mezitímní účetní výkaznictví
Standard upravuje vykazování za účetní období, které je kratší jak jeden rok.

### IAS 36 – Snížení hodnoty aktiv
Standard určuje postupy při zjištění snížení hodnoty aktiv, které musí být provedeno v okamžiku, kdy je toto snížení zjištěno. U daných položek se provádí zjišťování snížení hodnoty každý rok, a to u nehmotných aktiv v souladu s jejich dobou životnosti, nedokončených nehmotných aktiv a u goodwillu.

### IAS 37 – Rezervy, podmíněné závazky a podmíněná aktiva
Standard definuje rezervu jako dluh s nejistým časovým určením a částkou. Například se může jednat o ručitelské závazky, závazky právní, nebo závazky smluvní povahy.

### IAS 38 – Nehmotná aktiva
K rozpoznání a vykázání je nutné, aby aktivum splnilo obecnou definici formulovanou v koncepčním rámci, důležitými podmínkami jsou především identifikovatelnost a ovládání (kontrola) aktiva. Problematický může být spolehlivý odhad budoucí užitečnosti aktiva a jeho ocenění. Za splnění určitých podmínek je aktivum účtováno v ceně pořízení.

### IAS 39 – Finanční nástroje: Účtování a oceňování
Standard klade důraz na ocenění finančních nástrojů, kdy rozeznává 3 typy zajišťovacích vztahů, a to fair value zajištění, cash flow zajištění a zajištění čisté investice zahraničních aktiv (dle IAS 21).

### IAS 40 – Investice do nemovitostí
Nemovitosti dle tohoto standardu mohou být rozeznány jako zásoba, dlouhodobé hmotné aktivum nebo finanční investice a to dle účelu držení nemovitosti.

### IAS 41 – Zemědělství
Uplatnění standardu je povinné v oblasti biologických aktiv, zemědělské produkce v okamžiku sklizně a vládních dotací, pokud s touto činností dotace souvisí.